# بیمارستان میلاد (تهران)
بیمارستان میلاد یک بیمارستان در تهران، ایران است. دارندهٔ آن، سازمان تأمین اجتماعی است و در نزدیکی اتوبان همت، اتوبان حکیم و برج میلاد تهران جای دارد.
پیشینه بیمارستان تخصصی و فوق تخصصی هزار تخت‌خوابی میلاد به دهه ۱۳۵۰ و هنگامی که طرح‌های ساخت و بودجهٔ آن مشخص شد، برمی‌گردد اما ساخت آن، به دلیل انقلاب ۱۳۵۷ و جنگ عراق، عقب افتاد و برای برآورده کردن بخشی از نیازهای درمانی ایران و بیمه‌شدگان سازمان تأمین اجتماعی، در تیر ۱۳۸۰ گشایش یافت.
بیمارستان میلاد دارای بخشهای متعدد تخصصی و پزشکان مختلفی نیز می‌باشد که با توجه به رایگان بودن خدمات برای بیماران بیمه شده سازمان تأمین اجتماعی (کلیه مراکز درمانی سازمان تأمین اجتماعی خدمات خود را به صورت رایگان در اختیار بیمه شدگان تأمین اجتماعی قرار می‌دهند) با استقبال بیمه شدگان مواجه شده است.

بیمارستان میلاد در تهران

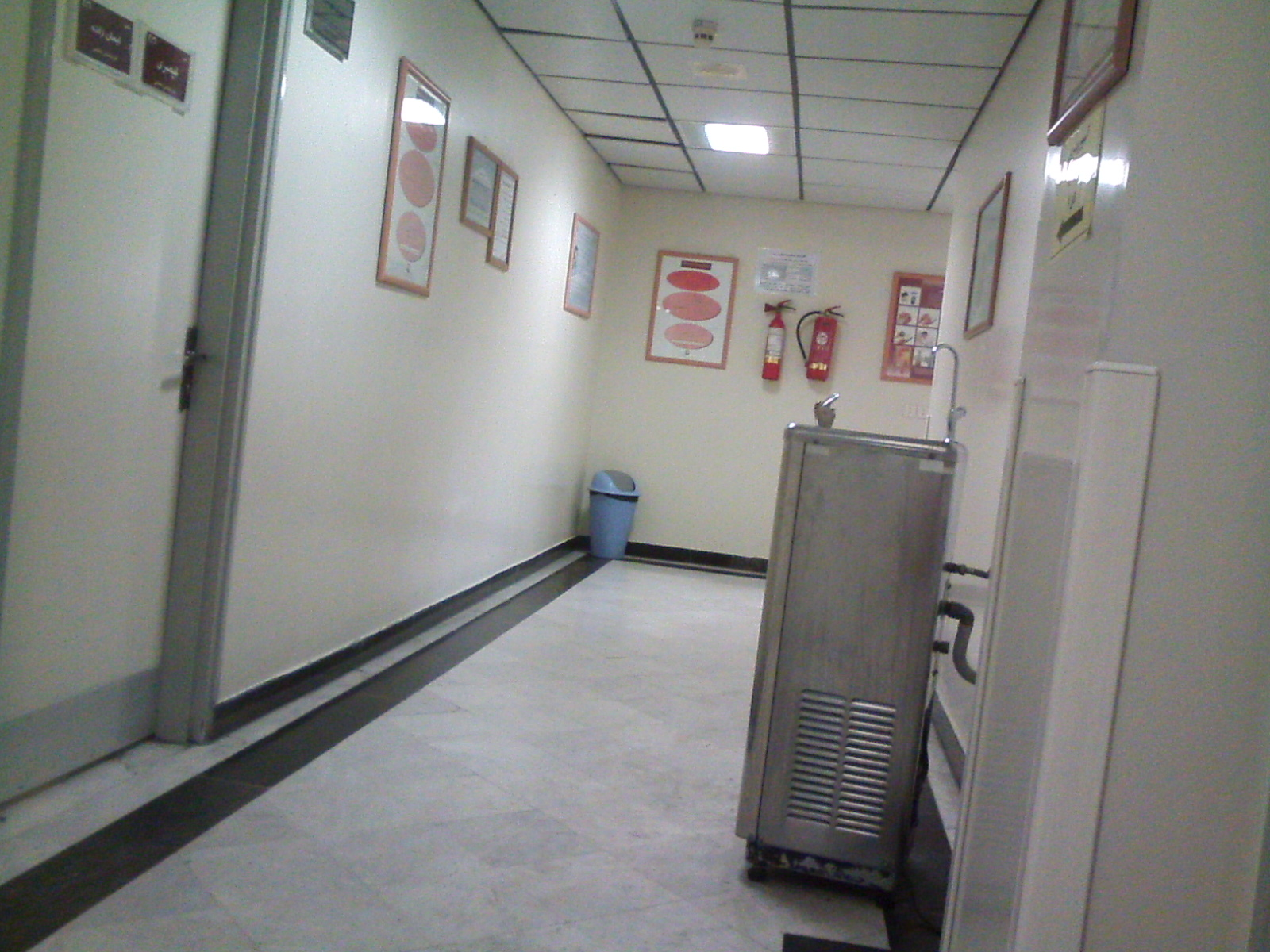